# Шасе (Сарт)
Шасе (фр. Chassé) је насељено место у Француској у региону Лоара, у департману Сарт.
По подацима из 2011. године у општини је живело 176 становника, а густина насељености је износила 24,11 становника/km².

## Демографија
| 1962. | 1968. | 1975. | 1982. | 1990. | 2011. |
| ----- | ----- | ----- | ----- | ----- | ----- |
| 142   | 127   | 107   | 121   | 139   | 176   |